# Matrimonio della principessa Anna del Regno Unito con Mark Phillips
Il matrimonio tra la principessa Anna del Regno Unito e Mark Phillips ebbe luogo venerdì 14 novembre 1973 nell'Abbazia di Westminster a Londra. La principessa Anna è l'unica figlia, la secondogenita della regina Elisabetta II e del principe Filippo, duca di Edimburgo. Mark Phillips, oltre che capitano d'esercito, era un noto cavaliere sportivo.

## Fidanzamento
Anna incontrò il suo futuro marito per la prima volta ad una festa per gli amanti dei cavalli nel 1968. La principessa Anna fu sin da piccola una sostenitrice degli sport ippici al punto che nel 1971 venne nominata personalità sportiva dell'anno dalla BBC. Phillips vinse poi la medaglia d'oro alle olimpiadi estive del 1972 a Monaco nelle discipline equestri. Il fidanzamento ufficiale della coppia venne annunciato il 29 maggio 1973. Phillips regalò ad Anna in occasione del loro fidanzamento ufficiale un anello di marca Garrard & Co con zaffiri e diamanti.

## Matrimonio

Stemma combinato con le armi della principessa Anna e di Mark Phillips

Il giorno del matrimonio, che cadde il venticinquesimo compleanno del fratello maggiore della principessa, Carlo del Galles, venne dichiarato un giorno festivo speciale nel Regno Unito e gli spettatori alla diretta TV vennero stimati in circa 500.000.000, con una grande folla anche a Londra e per le strade. Phillips era all'epoca tenente d'esercito. La principessa Anna venne accompagnata nella cerimonia a bordo della Glass State Coach da suo padre, il duca di Edimburgo. La cerimonia incluse una serie di aspetti particolari come l'uso di carrozze di stato e squadroni della Household Cavalry, delle Irish Guards e delle Coldstream Guards. Per l'occasione venne preparata una sontuosa torta nuziale di gelato su piani argentati.
La cerimonia venne officiata da Donald Coggan, arcivescovo di Canterbury. Secondo la tradizione, la fede nuziale di Anna venne realizzata con oro gallese. La tradizione di usare oro gallese per la realizzazione delle fedi matrimoniali dei reali risale a prima del 1923. Dopo la cerimonia, la coppia fece ritorno a Buckingham Palace per il tradizionale saluto al balcone e per il pranzo di matrimonio. La notte, la coppia rimase a White House Lodge a Richmond Park per poi partire alla volta della luna di miele a bordo del Royal Yacht Britannia, attraversando l'Atlantico e l'Oceano Pacifico. La cerimonia del matrimonio venne ben accolta anche tra la popolazione che partecipò in massa all'evento. La BBC ottenne il diritto di trasmettere la diretta televisiva.

### Abiti
Anna indossava un "vestito ricamato di stile Tudor, con un collare alto di foggia medievale". L'abito venne disegnato da Maureen Baker, capo disegnatore per il marchio Susan Small. I capelli della principessa vennero appositamente acconciati "per aumentarne il volume" ed indossò per l'occasione la "Queen Mary Fringe Tiara" per fissare il velo in capo. Phillips indossò l'alta uniforme del suo reggimento, le Queen's Dragoon Guards.

### Testimoni, damigelle e paggi
Il capitano Eric Grounds fu il testimone di nozze dello sposo, mentre la damigella della principessa Anna fu sua cugina Lady Sarah Armstrong-Jones, di nove anni, figlia della principessa Margaret, mentre suo paggio fu il fratello minore di nove anni, il principe Edoardo.

## Invitati notabili
I membri della famiglia reale che presero parte alla cerimonia furono:
- La regina ed il duca di Edimburgo, genitori della sposa
  - Carlo, principe del Galles, fratello della sposa
  - Principe Andrea, fratello della sposa
  - Principe Edoardo, fratello della sposa

Elisabetta, la regina madre, nonna della sposa
- Principessa Margaret, contessa di Snowdon e il conte di Snowdon, zii della sposa
  - Visconte Linley, cugino della sposa
  - Lady Sarah Armstrong-Jones, cugina della sposa

La duchessa di Gloucester, prozia della sposa
- Il duca di Gloucester e la moglie cugini della sposa
- Il duca e la duchessa di Kent, cugini della sposa
  - Conte di St Andrews, cugino di secondo grado della sposa
  - Lady Helen Windsor, cugina di secondo grado della sposa
- Alexandra, lady Ogilvy e mr Angus Ogilvy, cugini della sposa
  - Mr James Ogilvy, cugino di secondo grado della sposa
  - Miss Marina Ogilvy, cugina di secondo grado della sposa
- Michael di Kent, cugino della sposa

Alice, contessa di Athlone, cugina della sposa
- Lady Mary Whitley, cugina di secondo grado della sposa

Altri ospiti reali
- La regina madre di Danimarca
- Il re di Svezia
- Il re e la regina di Grecia
- Il principe e la principessa di Monaco
- La principessa Beatrice ed il principe Claus dei Paesi Bassi
- Il principe ereditario di Norvegia e la moglie
- Il principe e la principessa di Spagna